# Gazi-Husrev Beg
Sultanzade Gazi Husrev Beg (in turco ottomano 'غازى خسرو بیگ' Ghāzī Khuṣrow Beg; in turco moderno Gazi Hüsrev Bey; Serres, 1484 – Mokro, 1541) è stato un militare e funzionario ottomano, sanjak-bey del Sangiaccato di Bosnia per tre diversi mandati durante la prima metà del XVI secolo.

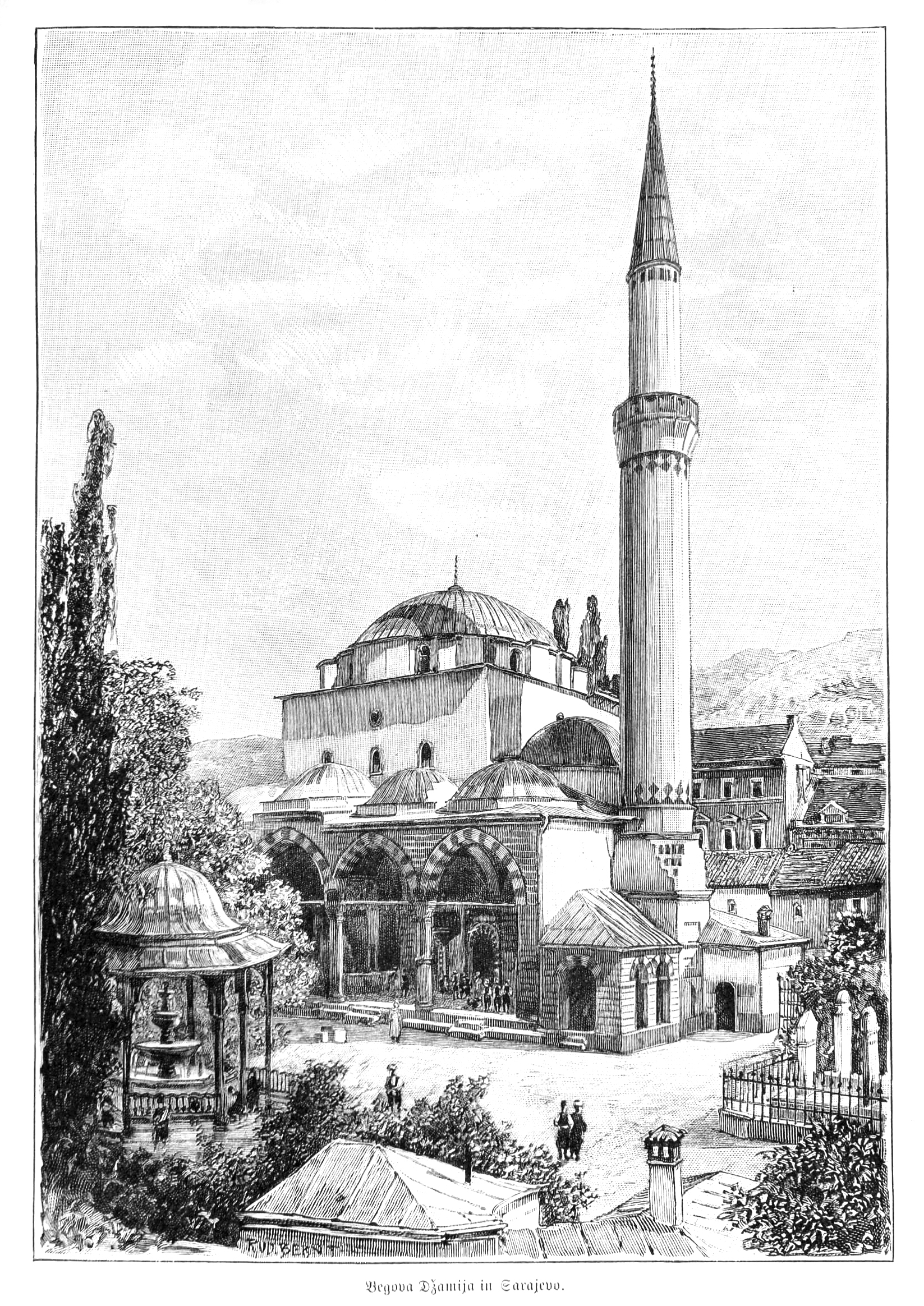
Moschea di Gazi Husrev-beg a Sarajevo

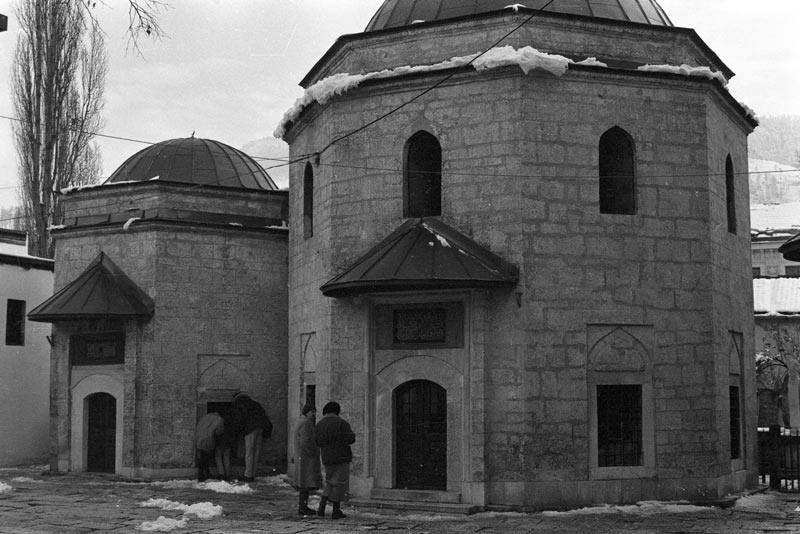
Türbe di Gazi Husrev-beg a Sarajevo

È stato un militare e un efficace stratega, il più grande donatore e fondatore di Sarajevo, cui si deve la celebre moschea omonima.

## Biografia
Nacque a Serres, Grecia, da Ferhad Bey, Bosniaco convertito, proveniente dalla regione di Trebinje, e Selçuk Sultan, figlia di Bayezid II. Brillante stratega e politico, nel 1521 divenne il governatore della Provincia ottomana di Bosnia.